# Paseo de la Concha (San Sebastián)
El paseo de la Concha es una vía pública de la ciudad española de San Sebastián.

## Descripción

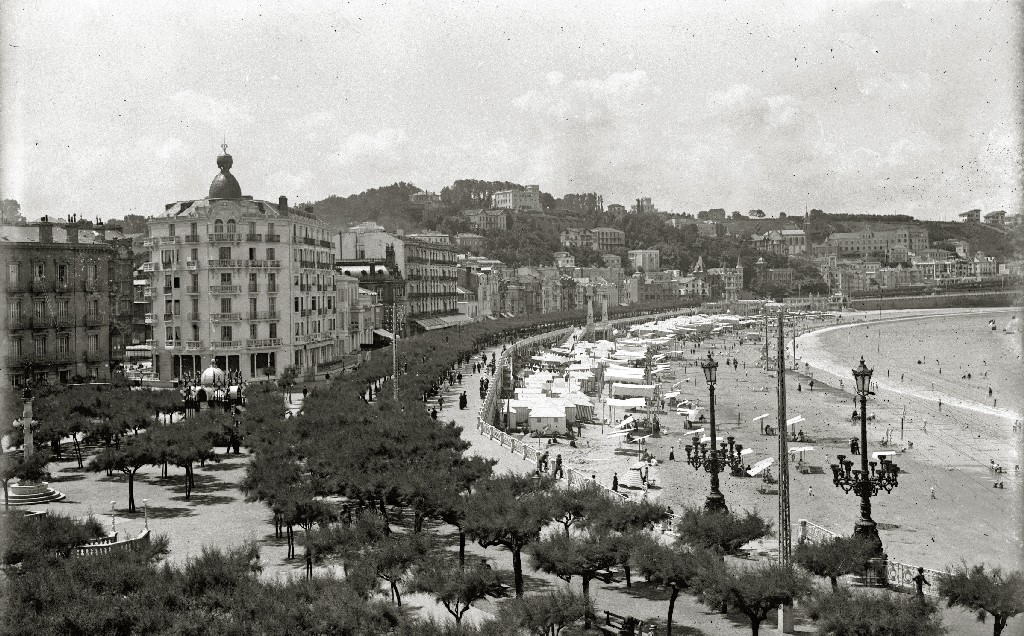
Vista del paseo y de la playa que le da nombre, en una fotografía tomada por Ricardo Martín en 1916

La vía ostenta el título actual, que debe a la playa del mismo nombre, desde 1869, habiéndose llamado antes «calle de los Baños». Bordea ese litoral, paralela en un tramo a la calle de Zubieta y en otro al paseo de Miraconcha. El paseo aparece descrito en Las calles de San Sebastián (1916) de Serapio Múgica Zufiria con las siguientes palabras:

Paseo de la Concha.—Por acuerdo de 19 de Mayo de 1869, se acuerda que en adelante se designe con el nombre de «Paseo de la Concha», la vía pública que se venía llamando Calle de los Baños. No se crea por eso que es moderno el nombre que va a la cabeza de estas líneas, pues ya el año 1541, se le designaba con el nombre de Concha a la playa de San Sebastián. Hasta mediar el siglo pasado, no había en esta orilla más que extensos arenales que en suave declive penetraban en el mar, y en aquel tiempo con motivo de la apertura de la carretera de Andoain a Irún y del arreglo de la de Hernani, se levantaron algunos trozos de murallones de contención, que sirvieran de límite a los embates del mar. Todavía en 1869 el actual «Paseo de la Concha», era una humilde carretera incómoda y estrecha, que apenas frecuentaban durante el verano, algunos centenares de personas. Con posterioridad a aquella fecha, se ha embellecido esta parte de la población, adornando con lujosas galas la hermosa perspectiva de fama universal, que la naturaleza puso en este lugar, en el cual se dan cita gentes de todos los ámbitos de la Península y de muchas naciones extranjeras, que según las últimas estadísticas pasan cada verano de la importante cifra de 200.000 personas.
(Múgica Zufiria, 1916, p. 182)